# Маотай

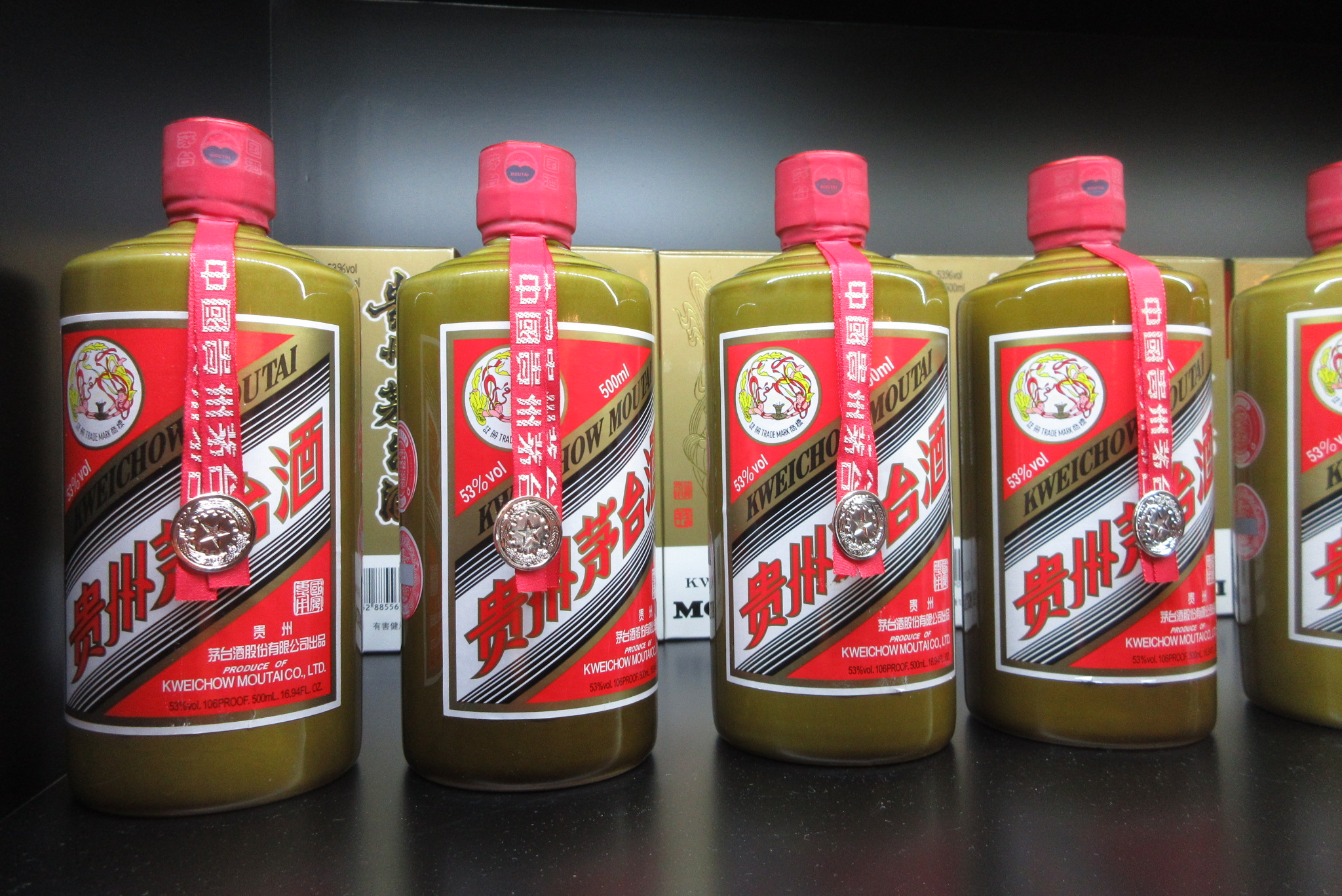
Маотай

Маотай (кит. трад. 茅臺酒, упр. 茅台酒, пиньинь máo tái jiǔ, палл. маотайцзю) — китайский крепкий алкогольный напиток (байцзю), названный в честь городка Маотай (茅台镇, пиньинь: Máotái zhèn) в провинции Гуйчжоу, где он производится. Производит напиток компания Kweichow Moutai. Маотай производится из сорго. Крепость варьируется от 53 % до 55 %.

## История
Напиток известен со времени Цинской империи. Название «маотай» появилось на севере Китая в 1704 году, и уже к концу династии Цин (начало XX века) производительность заводов по производству водки маотай составила 170 с лишним тонн.
В 1915 году три наиболее крупных производителя водки в области Маотай совместно представили свой продукт на Тихоокеанской международной ярмарке. По неосторожности было разбито несколько бутылок водки. Распространившийся аромат настолько покорил посетителей, что напитку была присуждена главная премия.
В 1951 году три крупнейших завода были объединены в единый государственный спиртоводочный завод «Маотай». С этого началось современная история производства известной водки.
При Мао Цзэдуне маотай стал почти обязательным на официальных правительственных банкетах в Пекине и презентациях за рубежом. Он является «национальным напитком» и «дипломатическим напитком» Китая. Сейчас в Китае он появился в открытой продаже, и его обычно используют в особо торжественных случаях и в быту: на праздники, во время свадеб и т. п. Однако в силу того, что спрос значительно превышает предложение — цена на маотай остаётся стабильно очень высокой.
Всплеск котировок акций производителя маотая наблюдался в январе 2014 года, после того, как Центральное телевидение Китая показало сюжет, в котором президент России Владимир Путин дважды упомянул этот бренд и положительно отозвался о водке «Маотай».
В апреле 2017 года, по сообщениям китайских СМИ, рыночная капитализация производителя «Маотай» на торгах достигла $71,55 млрд. В связи с чем производитель, компания Kweichow Moutai, по капитализации обогнала британский концерн Diageo ($71,05 млрд), выпускающий виски Johnnie Walker, водку Smirnoff и прочее, а водка «Маотай» была признана самым дорогим в мире брендом среди спиртных напитков.